# جسر صلوات أباد
جسر صلوات أباد (بالفارسية: پل صلوات‌آباد) هو جسر تاريخي يعود إلى عصر السلالة الصفوية والقاجاريون، ويقع في مقاطعة بيجار.